# Aglaoschema prasinipenne
Aglaoschema prasinipenne là một loài bọ cánh cứng trong họ Cerambycidae.